# 第93回アカデミー賞
第93回アカデミー賞（だい93かいアカデミーしょう）は、映画芸術科学アカデミー（AMPAS）が主催する賞であり、2020年と2021年初頭の映画を対象とし、2021年4月25日にカリフォルニア州ロサンゼルス市のユニオン駅で午後5時（PDT）より授賞式が行われる。新型コロナウイルス感染症(COVID-19)の流行拡大のため、授賞式は当初の予定より2ヶ月遅れた。
「ノマドランド」は作品賞を含む最多の3部門を受賞した。その他、「ファーザー」、「ユダ&ブラック・メシア」、「マ・レイニーのブラックボトム」、「Mank/マンク」、「ソウルフル・ワールド」、「サウンド・オブ・メタル -聞こえるということ-」がそれぞれ2部門を受賞した。今回の授賞式は第78回以来、3部門以上の賞を受賞した作品がなかった。

## 背景
映画芸術科学アカデミーは2020年6月、新型コロナウイルス感染症の映画への影響を考慮し、当初予定していた2021年2月28日の授賞式を4月25日に延期することを発表し、それに伴い長編映画の対象作品の資格期間を2021年2月28日まで延長した。なお、当初は劇場公開を予定していたが、最終的にはストリーミングサービスで直接公開された作品については、受賞資格の基準が変更された。アカデミー賞が延期されるのは今回で4回目で、2つの異なる暦年に公開された映画が同じ授賞式で受賞対象となるのは、第6回アカデミー賞以来のこととなる。

## ノミネート
第93回アカデミー賞のノミネートは2021年3月15日4時19分PST(12時19分UTC)にプリヤンカー・チョープラーとニック・ジョナスにより発表され、ストリーミング配信された。
受賞者は各項目最上段に太字でダブルダガー () 付きのものである。

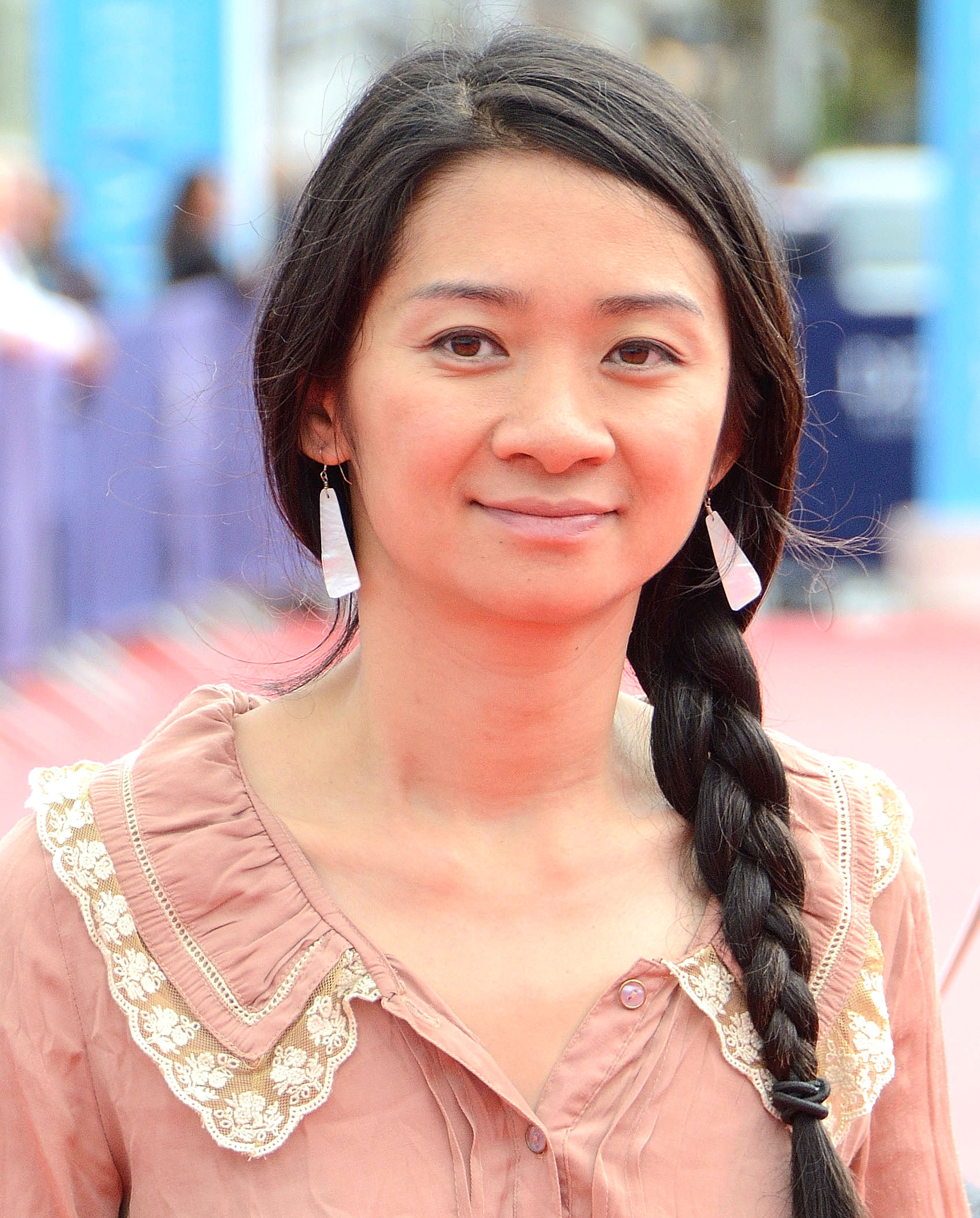
クロエ・ジャオ
作品賞共同受賞者、監督賞受賞者

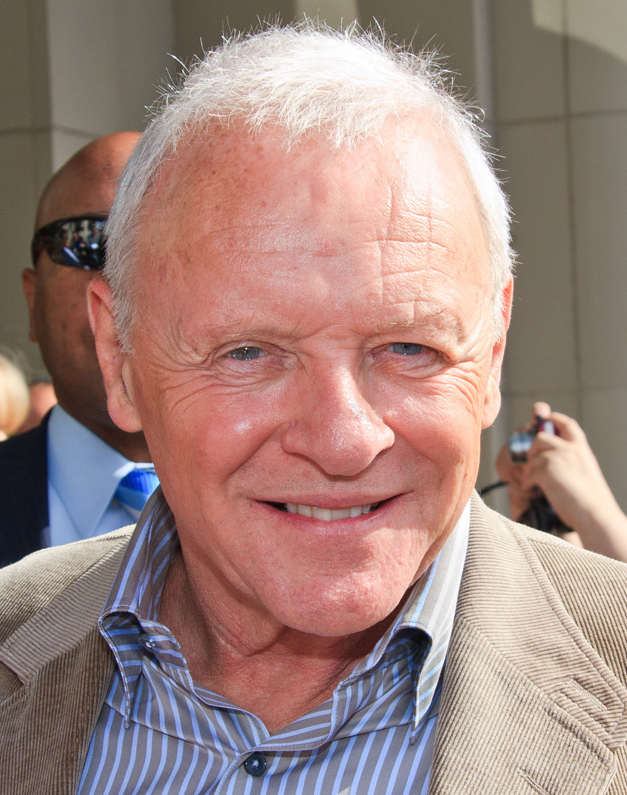
アンソニー・ホプキンス
主演男優賞受賞者

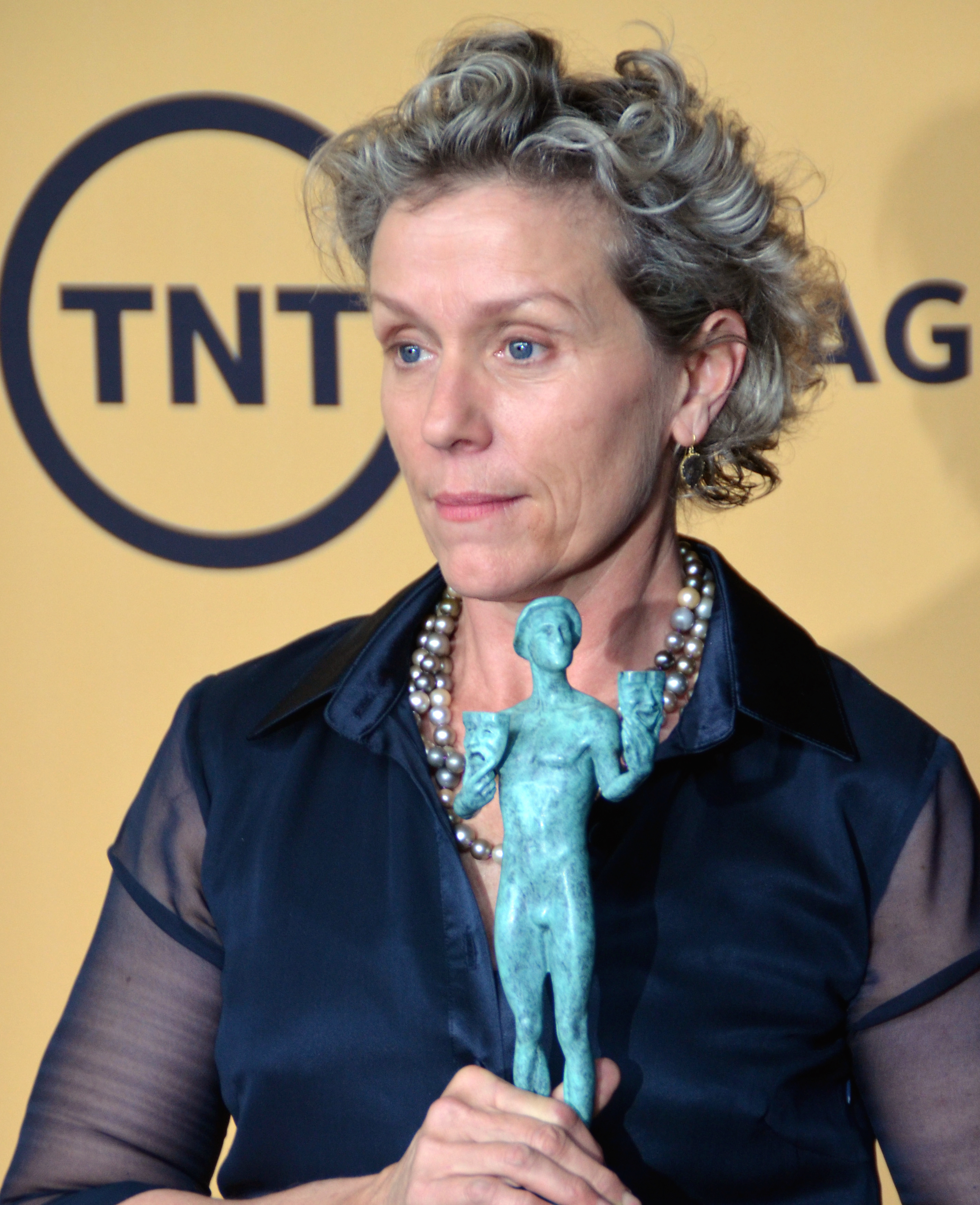
フランシス・マクドーマンド
作品賞共同受賞者、主演女優賞受賞者

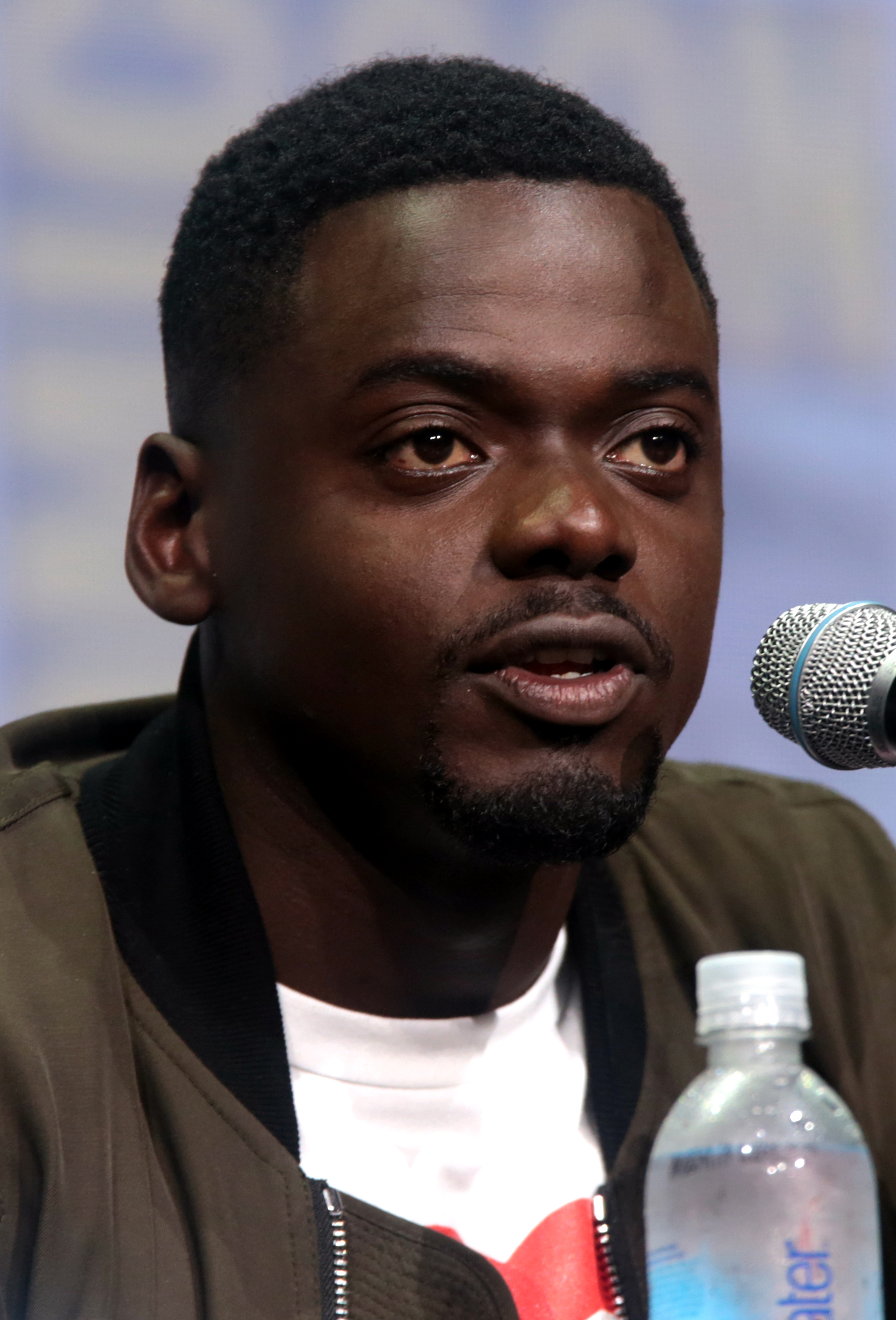
ダニエル・カルーヤ
助演男優賞受賞者

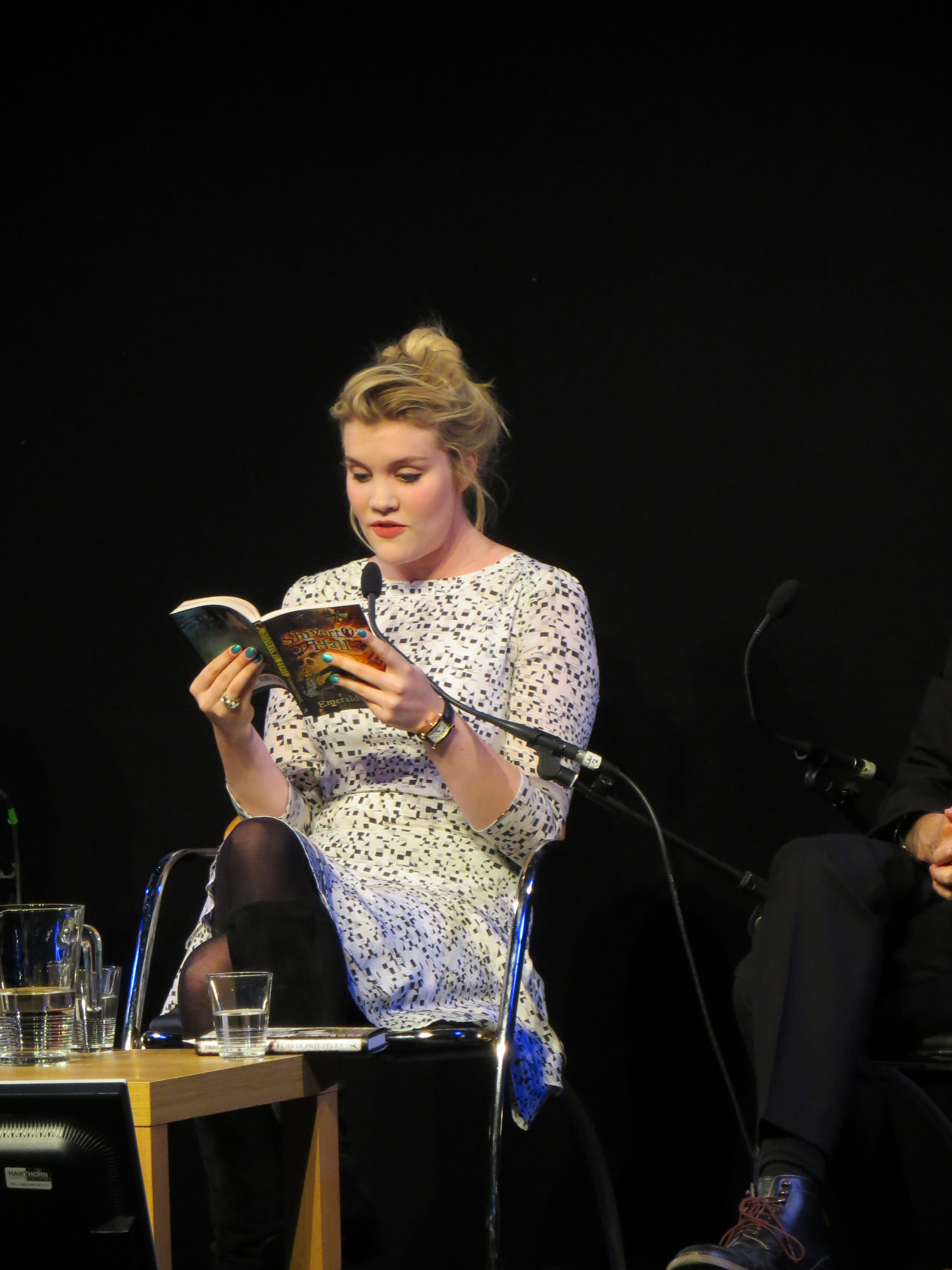
エメラルド・フェネル
脚本賞受賞者

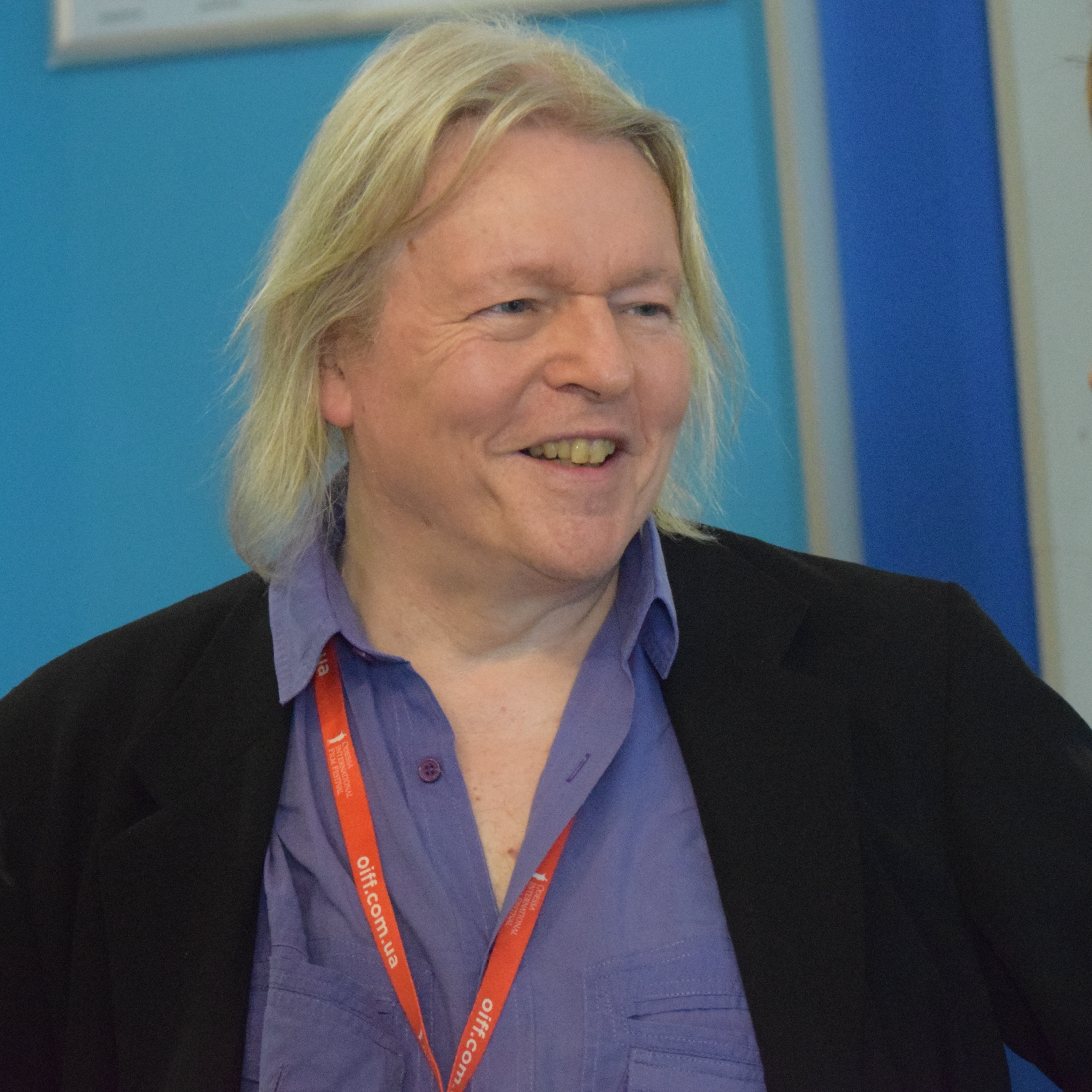
クリストファー・ハンプトン
脚色賞受賞者

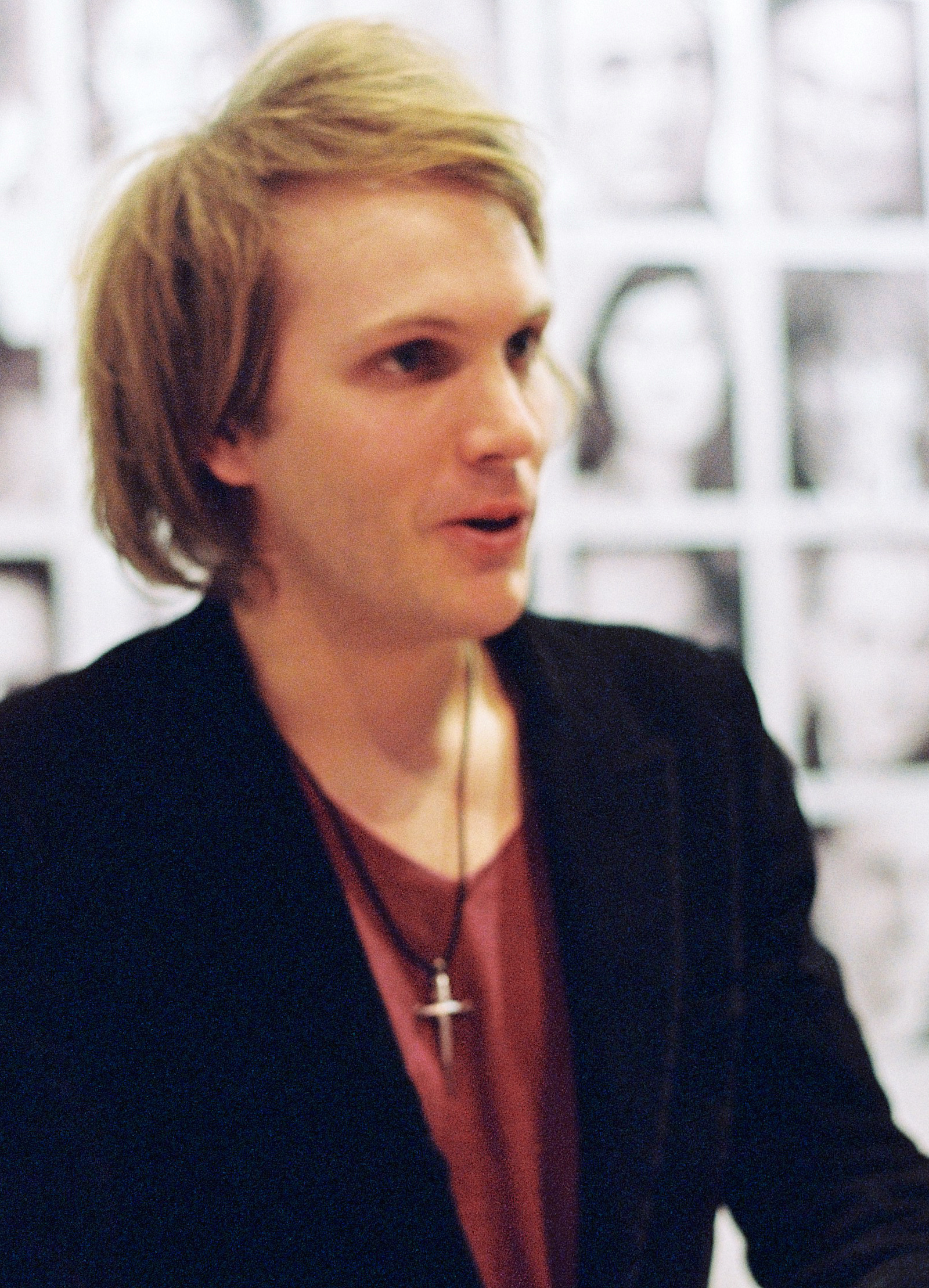
フローリアン・ゼレール
脚色賞受賞者

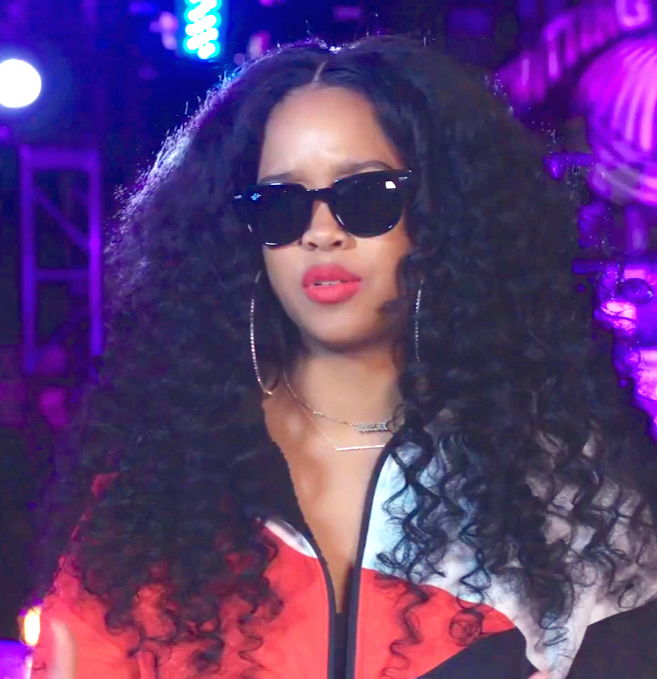
H.E.R.
歌曲賞共同受賞者

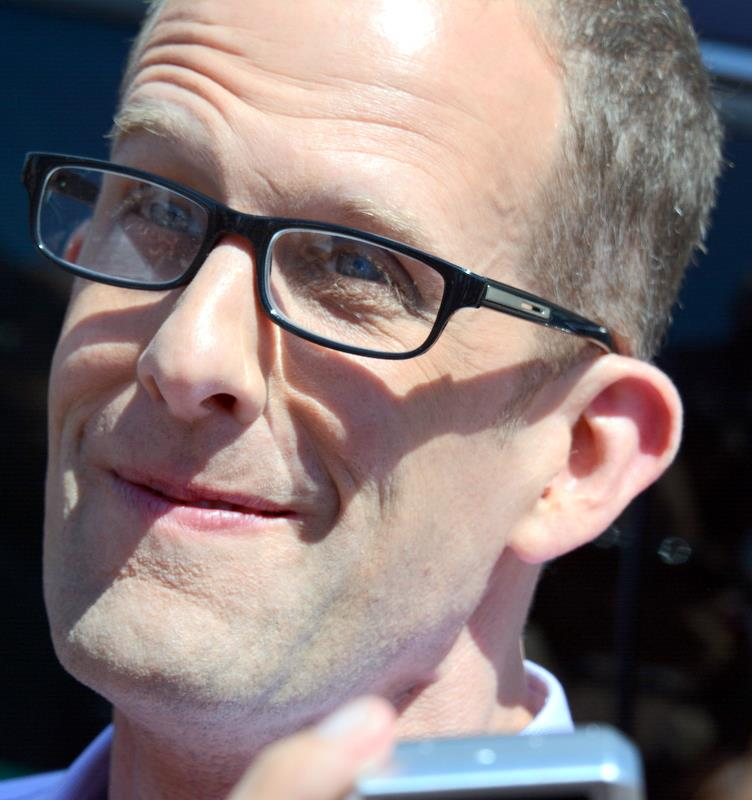
ピート・ドクター
長編アニメ映画賞共同受賞者

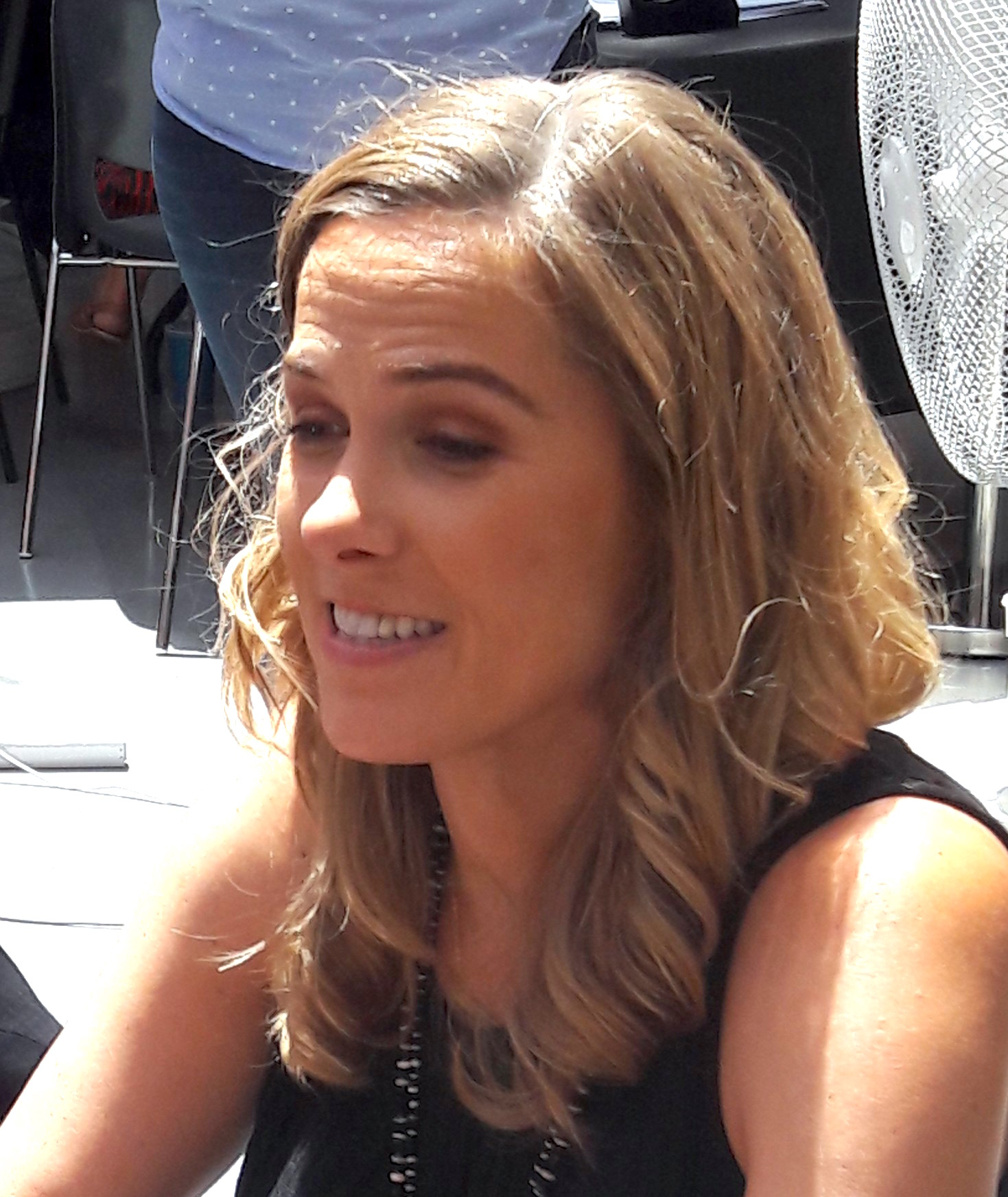
ダナ・マーレイ
長編アニメ映画賞共同受賞者

| 作品賞 - 『ノマドランド』 - フランシス・マクドーマンド、ピーター・スピアーズ、モリー・アッシャー、ダン・ジャンヴィー、クロエ・ジャオ - 『ファーザー』 - デヴィッド・パーフィット、ジャン＝ルイ・リヴィ、フィリップ・カルカソンヌ - 『ユダ&ブラック・メシア』 - シャカ・キング、チャールズ・D・キング、ライアン・クーグラー - 『Mank/マンク』 - セアン・チャフィン、エリック・ロス、ダグラス・アーバンスキー - 『ミナリ』 - クリスティーナ・オー - 『プロミシング・ヤング・ウーマン』 - ベン・ブラウニング、アシュリー・フォックス、エメラルド・フェネル、ジョシー・マクナマラ - 『サウンド・オブ・メタル -聞こえるということ-』 - ベルト・ハーメリンク、サチャ・ベン・ハローチェ - 『シカゴ7裁判』 - マーク・E・プラット、スチュアート・M・ベッサー | 監督賞 - クロエ・ジャオ - 『ノマドランド』 - トマス・ヴィンターベア - 『アナザーラウンド』 - デヴィッド・フィンチャー - 『Mank/マンク』 - リー・アイザック・チョン - 『ミナリ』 - エメラルド・フェネル - 『プロミシング・ヤング・ウーマン』 |
| 主演男優賞 - アンソニー・ホプキンス - 『ファーザー』 : アンソニー役 - リズ・アーメッド - 『サウンド・オブ・メタル -聞こえるということ-』 : ルーベン・ストーン役 - チャドウィック・ボーズマン - 『マ・レイニーのブラックボトム』 : レヴィー・グリーン役 ※没後ノミネート - ゲイリー・オールドマン - 『Mank/マンク』 : ハーマン・J・マンキーウィッツ役 - スティーヴン・ユァン - 『ミナリ』 : ジェイコブ・イー役 | 主演女優賞 - フランシス・マクドーマンド - 『ノマドランド』 : ファーン役 - ヴィオラ・デイヴィス - 『マ・レイニーのブラックボトム』 : マ・レイニー役 - アンドラ・デイ - 『ザ・ユナイテッド・ステイツ vs. ビリー・ホリデイ』 : ビリー・ホリデイ役 - ヴァネッサ・カービー - 『私というパズル』 マーサ・ワイス役 - キャリー・マリガン - 『プロミシング・ヤング・ウーマン』 : カサンドラ・"キャシー"・トーマス役 |
| 助演男優賞 - ダニエル・カルーヤ - 『ユダ&ブラック・メシア』 : フレッド・ハンプトン役 - サシャ・バロン・コーエン - 『シカゴ7裁判』 : アビー・ホフマン役 - レスリー・オドム・Jr - 『あの夜、マイアミで』 : サム・クック役 - ポール・レイシー - 『サウンド・オブ・メタル -聞こえるということ-』 : ジョー役 - ラキース・スタンフィールド - 『ユダ&ブラック・メシア』 : ウィリアム・オニール役 | 助演女優賞 - ユン・ヨジョン - 『ミナリ』 : スンジャ 役 - マリア・バカローヴァ - 『続・ボラット 栄光ナル国家だったカザフスタンのためのアメリカ貢ぎ物計画』 : トゥーター・サグディエフ役 - グレン・クローズ - 『ヒルビリー・エレジー 郷愁の哀歌』 : ボニー・"マモーウ"・ヴァンス役 - オリヴィア・コールマン - 『ファーザー』 : アン役 - アマンダ・サイフリッド - 『Mank/マンク』 : マリオン・デイヴィス役 |
| 脚本賞 - 『プロミシング・ヤング・ウーマン』 - エメラルド・フェネル - 『ユダ&ブラック・メシア』 - 脚本 : ウィル・バーソン、シャカ・キング、原案 : ウィル・バーソン、シャカ・キング、ルーカス兄弟 - 『ミナリ』 - リー・アイザック・チョン - 『サウンド・オブ・メタル -聞こえるということ-』 - 脚本 : ダリウス・マーダー、アブラハム・マーダー、原案 : ダリウス・マーダー、デレク・シアンフランス - 『シカゴ7裁判』 - アーロン・ソーキン | 脚色賞 - 『ファーザー』 - クリストファー・ハンプトン、フローリアン・ゼレール : フローリアン・ゼレールの戯曲『Le Père 父』より - 『続・ボラット 栄光ナル国家だったカザフスタンのためのアメリカ貢ぎ物計画』 - 脚本 : サシャ・バロン・コーエン、アンソニー・ハインズ、ダン・スイマー、ピーター・ベイナム、エリカ・リビノヤ、ダン・メイザー、ジェナ・フリードマン、リー・カーン、原案 : サシャ・バロン・コーエン、アンソニー・ハインズ、ダン・スイマー、ニーナ・ペドラッド : サシャ・バロン・コーエン創作のキャラクターボラット・サグディエフより - 『ノマドランド』 - クロエ・ジャオ : ジェシカ・ブルーダーの小説『ノマド: 漂流する高齢労働者たち』より - 『あの夜、マイアミで』 - ケンプ・パワーズ : ケンプ・パワーズの戯曲『One Night in Miami』より - 『ザ・ホワイトタイガー』 - ラミン・バーラニ : アラヴィンド・アディガの小説『The White Tiger』より |
| 長編アニメ映画賞 - 『ソウルフル・ワールド』 - ピート・ドクター、ダナ・マーレイ - 『2分の1の魔法』 - ダン・スキャンロン、コリ・レイ - 『フェイフェイと月の冒険』 - グレン・キーン、ジェニー・リム、ペイリン・チョウ - 『映画 ひつじのショーン UFOフィーバー!』 - リチャード・フェラン、ウィル・ベッカー、ポール・キューリー - 『ウルフウォーカー』 - トム・ムーア、ロス・スチュアート、ポール・ヤング、ステファン・ローランツ | 国際長編映画賞 - 『アナザーラウンド』 ( デンマーク)、デンマーク語 - トマス・ヴィンターベア監督 - 『少年の君』 ( 香港)、官話 - デレク・ツァン監督 - 『コレクティブ 国家の嘘』 ( ルーマニア)、ルーマニア語 - アレクサンダー・ナナウ監督 - 『皮膚を売った男』 ( チュニジア)、アラビア語 - カウテール・ベン・ハニア監督 - 『アイダよ、何処へ?』 ( ボスニア・ヘルツェゴビナ)、ボスニア語 - ヤスミラ・ジュバニッチ監督 |
| 長編ドキュメンタリー映画賞 - 『オクトパスの神秘: 海の賢者は語る』 - ピッパ・エアリック、ジェームズ・リード、クレイグ・フォスター - 『コレクティブ 国家の嘘』 - アレクサンダー・ナナウ、ビアンカ・オアナ - 『ハンディキャップ・キャンプ: 障がい者運動の夜明け』 - ニコール・ニューナム、ジム・レブレヒト、サラ・ボルダー - 『83歳のやさしいスパイ』 - マイテ・アルベルディ、マルセラ・サンティバニェズ - 『タイム』 - ギャレット・ブラッドリー、ローレン・ドミノ、ケレン・クイン | 短編ドキュメンタリー映画賞 - 『Colette』 - アンソニー・ジャッキーノ、アリス・ドヤード - 『A Concerto Is a Conversation』 - ベン・プラウドフット、クリス・バワーズ - 『Do Not Split』 - アンダース・ハマー、シャーロット・クック - 『Hunger Ward』 - スカイ・フィッツジェラルド、マイケル・シューマン - 『ラターシャに捧ぐ 〜記憶で綴る15年の生涯〜』 - ソフィア・ナーリ・アリソン、ジャニス・ダンカン |
| 短編映画賞 - 『隔たる世界の2人』 - トラヴォン・フリー、マーティン・デズモンド・ロー - 『Feeling Through』 - ダグ・ローランド、スーザン・ルゼンスキー - 『The Letter Room』 - エルヴィラ・リンド、ソフィア・ソンダーヴァン - 『The Present』 - ファラ・ナブシ - 『White Eye』 - トメル・シュシャン、シラ・ホッチマン | 短編アニメ映画賞 - 『愛してるって言っておくね』 - ウィル・マコーミック、マイケル・ゴビエ - 『夢追いウサギ』 - マデリーン・シャラフィアン、マイケル・キャプバラ - 『Genius Loci』 - アドリアン・メリゴー、アマウリ・オヴィーズ - 『OPERA』 - エリック・オー - 『Yes-People』 – ギスリ・ダリ・ハルドルソン、アルナル・グンナルソン |
| 美術賞 - 『Mank/マンク』 - プロダクション・デザイン: ドナルド・グラハム・バート、セット・デコレーション: ジャン・パスカル - 『ファーザー』 - プロダクション・デザイン: ピーター・フランシス、セット・デコレーション: キャシー・フェザーストーン - 『マ・レイニーのブラックボトム』 - プロダクション・デザイン: マーク・リッカー、セット・デコレーション: カレン・オハラ、ダイアナ・スロートン - 『この茫漠たる荒野で』 - プロダクション・デザイン: デヴィッド・クランク、セット・デコレーション: エリザベス・キーナン - 『TENET テネット』 - プロダクション・デザイン: ネイサン・クロウリー、セット・デコレーション: キャシー・ルーカス | 撮影賞 - 『Mank/マンク』 - エリック・メッサーシュミット - 『ユダ&ブラック・メシア』 - ショーン・ボビット - 『この茫漠たる荒野で』 - ダリウス・ウォルスキー - 『ノマドランド』 - ジョシュア・ジェームズ・リチャーズ - 『シカゴ7裁判』 - フェドン・パパマイケル |
| 衣装デザイン賞 - 『マ・レイニーのブラックボトム』 - アン・ロス - 『EMMA エマ』 - アレクサンドラ・バーン - 『Mank/マンク』 - トリッシュ・サマービル - 『ムーラン』 - ビナ・ダイヘレル - 『ほんとうのピノッキオ』 - マッシモ・カンティーニ・パリーニ | メイクアップ&ヘアスタイリング賞 - 『マ・レイニーのブラックボトム』 - セルジオ・ロペス＝リベラ、ミア・ニール、ジャミカ・ウィルソン - 『EMMA エマ』 - マリース・ランガン、ローラ・アレン、クラウディア・ストルツ - 『ヒルビリー・エレジー 郷愁の哀歌』 - エリン・クルーガー・メカシュ、パトリシア・ディーハニー、マシュー・W・マングル - 『Mank/マンク』 - ジジ・ウィリアムズ、キンバリー・スピテリ、コリーン・ラバフ - 『ほんとうのピノッキオ』 - ダリア・コッリ、マーク・クーリエ、フランチェスコ・ペゴレッティ |
| 作曲賞 - 『ソウルフル・ワールド』 - トレント・レズナー、アッティカス・ロス、ジョン・バティステ - 『ザ・ファイブ・ブラッズ』 - テレンス・ブランチャード - 『Mank/マンク』 - トレント・レズナー、アッティカス・ロス - 『ミナリ』 - エミール・モッセリ - 『この茫漠たる荒野で』 - ジェームズ・ニュートン・ハワード | 歌曲賞 - 「Fight for You」 - 『ユダ&ブラック・メシア』 - 作曲: H.E.R.、D・エミール、作詞: H.E.R.、ティアラ・トーマス - 「Hear My Voice」 - 『シカゴ7裁判』 - 作曲: ダニエル・ペンバートン、作詞: ダニエル・ペンバートン、セレステ - 「Husavik」 - 『ユーロビジョン歌合戦 〜ファイア・サーガ物語〜』 - 作詞・作曲: サヴァン・コテチャ、Fat Max Gsus、リカード・ゴランソン - 「Io sì (Seen)」 - 『これからの人生』 - 作曲: ダイアン・ウォーレン、作詞: ダイアン・ウォーレン、ラウラ・パウジーニ - 「Speak Now」 - 『あの夜、マイアミで』 - 作詞・作曲: レスリー・オドム・Jr、サム・アシュワース |
| 音響賞 - 『サウンド・オブ・メタル -聞こえるということ-』 - ニコラス・ベッカー、ジェイミー・バクシュト、ミシェル・クートレンク、カルロス・コルテス、フィリップ・ブラド - 『グレイハウンド』 - ウォーレン・ショー、マイケル・ミンクラー、ボー・ボーダーズ、デヴィッド・ワイマン - 『Mank/マンク』 - レン・クライス、ジェレミー・モロド、デヴィッド・パーカー、ネイサン・ナンス、ドリュー・クニン - 『この茫漠たる荒野で』 - オリバー・ターニー、マイク・プレストウッド・スミス、ウィリアム・ミラー、ジョン・プリチェット - 『ソウルフル・ワールド』 - レン・クライス、コヤ・エリオット、デヴィッド・パーカー | 編集賞 - 『サウンド・オブ・メタル -聞こえるということ-』 - ミッケル・E・G・ニルソン - 『ファーザー』 - ヨルゴス・ランプリノス - 『ノマドランド』 - クロエ・ジャオ - 『プロミシング・ヤング・ウーマン』 - フレデリック・トラバル - 『シカゴ7裁判』 - アラン・ボームガーテン |
| 視覚効果賞 - 『TENET テネット』 - アンドリュー・ジャクソン、デヴィッド・リー、アンドリュー・ロックリー、スコット・R・フィッシャー - 『ラブ&モンスターズ』 - マット・スローン、ジュヌビエーブ・カマイユリ、マット・エブリット、ブライアン・コックス - 『ミッドナイト・スカイ』 - マシュー・キャスミール、クリストファー・ローレン、マックス・ソロモン、デビッド・ワトキンス - 『ムーラン』 - ショーン・アンドリュー・ファーデン、アンダース・ラングランズ、セス・モーリー、スティーブン・イングラム - 『ゴリラのアイヴァン』 - ニック・デイヴィス、グレッグ・フィッシャー、ベン・ジョーンズ、サンティアゴ・コロモ・マルティネス | |

### 複数の部門での受賞・ノミネート作品
| ノミネート数 | 作品                                                                      |
| ------------ | ------------------------------------------------------------------------- |
| 10           | 『Mank/マンク』                                                           |
| 6            | 『ファーザー』                                                            |
| 6            | 『ユダ&ブラック・メシア』                                                 |
| 6            | 『ミナリ』                                                                |
| 6            | 『ノマドランド』                                                          |
| 6            | 『サウンド・オブ・メタル -聞こえるということ-』                           |
| 6            | 『シカゴ7裁判』                                                           |
| 5            | 『マ・レイニーのブラックボトム』                                          |
| 5            | 『プロミシング・ヤング・ウーマン』                                        |
| 4            | 『この茫漠たる荒野で』                                                    |
| 3            | 『あの夜、マイアミで』                                                    |
| 3            | 『ソウルフル・ワールド』                                                  |
| 2            | 『アナザーラウンド』                                                      |
| 2            | 『続・ボラット 栄光ナル国家だったカザフスタンのためのアメリカ貢ぎ物計画』 |
| 2            | 『コレクティブ 国家の嘘』                                                 |
| 2            | 『EMMA エマ』                                                             |
| 2            | 『ヒルビリー・エレジー 郷愁の哀歌』                                       |
| 2            | 『ムーラン』                                                              |
| 2            | 『ほんとうのピノッキオ』                                                  |
| 2            | 『TENET テネット』                                                        |

| 受賞数 | 作品                                            |
| ------ | ----------------------------------------------- |
| 3      | 『ノマドランド』                                |
| 2      | 『ファーザー』                                  |
| 2      | 『ユダ&ブラック・メシア』                       |
| 2      | 『マ・レイニーのブラックボトム』                |
| 2      | 『Mank/マンク』                                 |
| 2      | 『ソウルフル・ワールド』                        |
| 2      | 『サウンド・オブ・メタル -聞こえるということ-』 |

## ガヴァナーズ賞
映画芸術科学アカデミーは新型コロナウイルス感染症 (COVID-19)のパンデミックのため、毎年恒例のガヴァナーズ賞授賞式を中止し、受賞者をアカデミー賞授賞式に組み込むことを計画している。アカデミー名誉賞の正式な受賞者がいないガヴァナーズ賞は今回が初めてである。

### ジーン・ハーショルト友愛賞
- タイラー・ペリー – 近年、地域社会の人々が直面しているホームレス問題や経済的困難に取り組むなど、積極的に社会貢献活動や慈善事業に取り組んでいることが評価された。
- モーションピクチャー&テレビジョン基金（英語版） – エンターテインメント業界のメンバーに提供している精神的・経済的救済サービスが評価された。

## プレゼンターとパフォーマー

### プレゼンター
| 名前                     | 役割                     |
| ------------------------ | ------------------------ |
| リズ・アーメッド         |                          |
| アンジェラ・バセット     |                          |
| ハル・ベリー             |                          |
| ポン・ジュノ             | 監督賞のプレゼンター     |
| ドン・チードル           |                          |
| ブライアン・クランストン |                          |
| ヴィオラ・デイヴィス     |                          |
| ローラ・ダーン           | 助演男優賞のプレゼンター |
| ハリソン・フォード       |                          |
| レジーナ・キング         |                          |
| マーリー・マトリン       |                          |
| リタ・モレノ             |                          |
| ホアキン・フェニックス   | 主演女優賞のプレゼンター |
| ブラッド・ピット         | 助演女優賞のプレゼンター |
| リース・ウィザースプーン |                          |
| スティーヴン・ユァン     |                          |
| レネー・ゼルウィガー     | 主演男優賞のプレゼンター |
| ゼンデイヤ               |                          |

### パフォーマー
ザ・ルーツのドラマー、クエストラブが音楽監督に就任した。今回は通常のオーケストラでの音楽演奏でなく、会場に設けられたDJブースより楽曲を演奏する形になっている。
歌曲賞の候補曲の演奏は、授賞式のプレショーである「Oscars: Into the Spotlight」で上映される。そのうち4曲はアカデミー映画博物館の屋上テラスで撮影され、「Husavik」はアイスランドのフーサヴィークでロケが行われる。
| 名前                                         | 役割   | 内容                                                            |
| -------------------------------------------- | ------ | --------------------------------------------------------------- |
| クエストラブ                                 | DJ     | 音楽監督                                                        |
| セレステ                                     | 出演者 | 「Hear My Voice」 - 『シカゴ7裁判』                             |
| H.E.R.                                       | 出演者 | 「Fight for You」 - 『ユダ&ブラック・メシア』                   |
| ダイアン・ウォーレン with ラウラ・パウジーニ | 出演者 | 「Io sì (Seen)」 - 『これからの人生』                           |
| レスリー・オドム・Jr                         | 出演者 | 「Speak Now」 - 『あの夜、マイアミで[                           |
| モリー・サンデーン                           | 出演者 | 「Husavik」 - 『ユーロビジョン歌合戦 〜ファイア・サーガ物語〜』 |

### 映画予告編
2021年4月22日、20世紀スタジオ、サーチライト・ピクチャーズ、ワーナー・ブラザース・ピクチャーズの3社が、授賞式中に今後公開予定の映画の予告編を公開し、各作品のタレントがそれぞれの予告編を紹介することが発表された。アドウィーク誌のインタビューで、ジェリー・ダニエルロ氏 (SVP, entertainment brand solutions and Disney Ad Sales)は、この動きが「アカデミー賞が授賞式ではなく映画のように感じられるという今年のテーマを強化する」と説明しています。
| 名前                       | 役割                                                                         |
| -------------------------- | ---------------------------------------------------------------------------- |
| アリアナ・デボーズ         | 『ウエスト・サイド・ストーリー』の紹介                                       |
| リン＝マニュエル・ミランダ | 『イン・ザ・ハイツ』の紹介                                                   |
| クエストラブ               | 『Summer of Soul (...Or, When the Revolution Could Not Be Televised)』の紹介 |

## 授賞式
2020年4月28日に開催された理事会において、映画芸術科学アカデミーは録音賞と音響編集賞を統合して、音響賞とすることを決議した(合計23部門に削減)。音響部門からは、この2つのカテゴリーでは範囲が重複しすぎているという懸念が寄せられていた。作曲賞の規定では、映画のスコアには最低60%のオリジナル楽曲が含まれていなければならず、続編等の作品には最低80%の新規楽曲が含まれていなければならないことになった。国際長編映画賞の予備投票は、初めてアカデミーのすべての投票権を持つ会員にも開かれることになった。
アカデミーの環境への取り組みの一環として、スクリーナーコピー、脚本、音楽CDなどの物理的およびハードコピーの配布は、今回以降で廃止され、スクリーンナーは今後、会員専用のストリーミングサービス「アカデミー試写室」のみで提供される。
2020年12月8日、ジェシー・コリンズ、ステイシー・シェア、スティーヴン・ソダーバーグが授賞式のプロデューサーに指名された。グレン・ウェイスが授賞式のディレクターを務める。 新型コロナウイルス感染症関連の配慮により、メインの授賞式は通常の本拠地であるドルビー・シアターだけでなく、ユニオン駅で行われる。歌曲賞のノミネート作品のパフォーマンスは、授賞式ではなく、レッドカーペットのプレショーで放送され、そのほとんどがアカデミー映画博物館の屋上テラスで行われる。
ソダーバーグ監督は授賞式の目標を「まるで映画のように演出すること」と語った。また、プロダクションデザイナーのデビッド・ロックウェルは初期のアカデミー賞授賞式からインスピレーションを得て、ユニオン駅に決定する前に、ビルトモアやハリウッド・ルーズベルト・ホテルなどの歴史的なアカデミー賞授賞式の会場を検討したと説明している。ユニオン駅のオリジナルチケットロビーは授賞式のメイン会場として使用され、隣接するパティオはショーの前後のアクティビティに使用される。ロックウェルは予定されていたセットデザインを「部屋の中に部屋を作る」と表現した。
なお、司会者は3年連続で不在である。式典を映画として制作するというプロデューサーの目標を強化するために、映画芸術科学アカデミーは2021年4月12日にアンジェラ・バセット、ハル・ベリー、ボン・ジュノ、ドン・チードル、ブライアン・クランストン、ローラ・ダーン、ハリソン・フォード、レジーナ・キング、マーリー・マトリン、リタ・モレノ、ホアキン・フェニックス、ブラッド・ピット、リース・ウィザースプーン、レネー・ゼルウィガー、ゼンデイヤなど、何らかの形で式典に関わる15人のプレゼンターの「アンサンブル・キャスト」を発表した。これは、アカデミー賞の演技賞は前年の受賞者が受賞するという長年の伝統を守るためで、第92回授賞式の4人の演技賞受賞者全員が含まれている。

### 新型コロナウイルス感染症の影響

#### 参加資格とスケジュール
新型コロナウイルス感染症の感染拡大によるアメリカの映画産業に与えた影響(映画製作の中断、商業や公共の集まりの制限による全国的な映画館の閉鎖など)は第93回授賞式までに大きな影響を与えた。特にアカデミー賞では前年に劇場公開された作品で、ロサンゼルス郡内の少なくとも1つの映画館で7日間以上、1日3回の上映が行われた作品が受賞の条件となっている。ゴールデングローブ賞は2021年の受賞基準を変更し、もともと3月15日から4月30日の間にロサンゼルスで「善意の劇場公開」が予定されていた作品については、ダイレクト・トゥー・ストリーミングで公開された場合にも受賞資格があるとしていた。映画芸術科学アカデミーはアカデミー賞に関して、「この不確実な状況のあらゆる側面を評価し、どのような変更が必要になるかを検討している最中である」と述べた。
映画芸術科学アカデミーは、理事会を4月28日に延期し、パスワードで保護された(定額制動画配信サービスを対象とする)サービスやトランザクション型のビデオ・オン・デマンドサービスで初めて公開された作品については、もともと劇場公開が予定されており、公開後60日以内に映画芸術科学アカデミーのオンライン上映サービスにアップロードされた場合、一時的に第93回アカデミー賞のノミネート資格を認めることを決議した。なお、従来の7日間の劇場公開は、映画館の営業が十分に再開された後に再開される。また、基準の遵守を容易にするため、ロサンゼルス以外の大都市(アトランタ、シカゴ、マイアミ、ニューヨーク、サンフランシスコ・ベイエリア)での上映も認められた。
第93回授賞式の延期や中止の話もあったが、2020年6月15日、映画芸術科学アカデミーは授賞式を2021年2月28日から2021年4月25日に2ヶ月延期し、長編映画の上映資格期間も同様に2021年2月28日まで延長することを発表した。 映画芸術科学アカデミーのデビッド・ルービン会長とドーン・ハドソンCEOは共同声明の中で、「1世紀以上にわたり、映画は最も暗い時代に私たちを慰め、鼓舞し、楽しませるという重要な役割を果たしてきました。今年もそうでした。私たちの願いは、受賞資格期間と受賞日を延長することで、映画制作者が誰にもコントロールできないことでペナルティを受けることなく、映画を完成させて公開するために必要な柔軟性を提供することです」と語った。 また、アカデミーのガヴァナーズ賞と科学技術賞は無期限に延期となり、 延期発表後、英国アカデミー賞も2月から4月に移行し、ゴールデングローブ賞は2月28日に移行してアカデミー賞の前の日付となった。
2020年10月7日、映画芸術科学アカデミーは参加資格の基準を明確にし、前述の都市内のドライブインシアターで1週間毎に上映された作品も第93回授賞式の検討対象になると発表した。

#### 制作
2020年12月1日、映画芸術科学アカデミーの代表者はVarietyの取材に対し、完全な遠隔地やハイブリッド形式ではなく、対面式のセレモニーが「実現する」と語った。ハイブリッド方式は、第72回プライムタイム・エミー賞で採用された方式で、司会者と賞のプレゼンターは会場にいるが、すべてのノミネート者は遠隔地から登場するというものだった。2021年3月15日、映画芸術科学アカデミーは授賞式をドルビー・シアターに加えてユニオン駅でも行うことを発表しましたが、これらの会場での授賞式の分割方法に関する正確な詳細はまだ発表されていない。アカデミー賞に関連する他のすべての対面式の催しは中止された。
2021年3月19日、ショーの主催者はノミネートされた人々がビデオ会議で出席することができないことを発表した。候補者全員に送られた手紙の中で、プロデューサーは、「バーチャルなものではその努力が水の泡になってしまう」と考え、「安全で楽しい夜を皆さんに直接提供するために多大な努力を払った」と述べた。しかし、3月30日、候補者の移動を減らすために、ロンドンとパリに授賞式の会場を追加することが発表された。4月18日、ニューヨーク・タイムズ紙は、授賞式のために合計20の遠隔地の会場が確認されたと報じた。
4月中旬、映画芸術科学アカデミーは安全対策の詳細を明らかにした。観客の収容人数は170人に制限され、出席者はショーの途中で交代する。参加者は、会場に入る際に体温チェックを受け、式典までの間にCOVID-19テストを3回以上受ける必要がある。カメラに映っていないときはゲストにフェイスマスクの着用が求めらるが、ユニオン駅はテレビ番組の制作現場として扱われるため、カメラに映っているときに出席者がマスクを着用する必要はない。共同プロデューサーのスティーヴン・ソダーバーグは記者会見で、マスクはセレモニーの「物語」においても「非常に重要な役割」を果たすと述べている。